# Cora Pongracz
Cora Pongracz (* 1943 in Buenos Aires; † September 2003 in Wien) war eine österreichische Fotografin. Sie gilt als eine der wichtigsten Dokumentarinnen des Wiener Aktionismus.

## Leben und Werk
Cora Pongracz wurde als Kind von Gustav Glück und der Jüdin Dipl.-Ing Elisabeth Mathilde (geborene Porges), in Argentinien geboren, weil das Paar 1938 fluchtartig Österreich verlassen musste. 1945 kehrte die Familie aus dem Exil nach Europa zurück, wo sie in Wien und Frankfurt am Main wohnte. Cora Pongracz absolvierte eine Fotoschule in der Nähe von Frankfurt und studierte dann an der Akademie der Bildenden Künste München. Zu dieser Zeit war sie bereits als Fotografin für Zeitschriften und Magazine in München und London tätig. Ende der 1960er Jahre zog sie nach Wien, wo sie rasch mit der dortigen Kunstszene in Kontakt kam. 
Ab 1968 war Cora Pongracz eng mit der Wiener Gruppe, Otto Muehl sowie Otto Breicha und der Malergruppe Wirklichkeiten verbunden und heiratete 1974 den Schriftsteller Reinhard Priessnitz. Sie dokumentierte unter anderem Aktionen von Otto Muehl und porträtierte Arnulf Rainer, Friedensreich Hundertwasser, Hermann Nitsch, Joe Berger, Elfriede Gerstl, Heidi Pataki, Ernst Jandl, Martha Jungwirth oder Franz Ringel. Krankheitsbedingt lebte sie in den letzten zwei Jahrzehnten ihres Lebens sehr zurückgezogen, blieb aber bis zu ihrem plötzlichen Tod 2003 künstlerisch aktiv.
In den 1990er Jahren gelangte Cora Pongracz' Archiv in die Salzburger Galerie Fotohof, um dort unter angemessenen konservatorischen Bedingungen gelagert zu werden. Anfang 2015 erwarb die Fotosammlung OstLicht den kompletten Nachlass der Künstlerin, rund 42.000 Negative und 1100 Originalabzüge.
Pongracz' Fotografien sind ausschließlich in schwarz-weiß gehalten. Seit den 1970er Jahren setzte sie sich konsequent mit der Darstellung von Menschen auseinander, wobei konzeptuelle Verfahren eine wichtige Rolle spielten, wie etwa bei ihren erweiterten portraits in sieben Teilen, einer Mischung aus Konzept und Inszenierung. Damit nahm sie spätere Entwicklungen der zeitgenössischen konzeptuellen Fotografie vorweg. Neben Ludwig Hoffenreich und Lisl Ponger war sie die wichtigste Fotografin für entscheidende Phasen des Wiener Aktionismus.

## Auszeichnungen
- Deutscher Jugendfotopreis, 1965
- Österreichischer Kunstpreis für Künstlerische Fotografie, 2000

## Ausstellungen
- Kunst aus Sprache. Museum des 20. Jahrhunderts, Wien, 1975
- MAGNA Feminismus. Kunst und Kreativität. Galerie nächst St. Stephan, Wien, 1975
- verwechslungen. Galerie nächst St. Stephan, Wien, 1978
- Menschen. Fotogalerie Wien, 1986
- Galerie Fotohof, Salzburg, 1997
- Galerie Camera Austria, Graz, 1998
- Galerie Steinek in Wien, 1998 und 2001
- Galerie im Taxispalais, Innsbruck, 2000
- erweiterte portraits. Maxwell Graham, Essex Street Gallery, New York, 2023

## Publikationen
- Martha Jungwirth / Franz Ringel. Photographiert von Cora Pongracz. Tusch-Druck, Wien 1972
- 8 erweiterte portraits. Löcker & Wögenstein, Wien, 1974
- Cora Pongracz – Fotografie. Edition Fotohof, Salzburg 2001
- Marie Röbl, Peter Coeln (Hrsg.): Cora Pongracz – das fotografische Werk. Schlebrügge.Editor, Wien 2016